# Палац образотворчих мистецтв (Мехіко)
Пала́ц образотв́орчих мистецтв (ісп. Palacio de Bellas Artes, Паласіо-де-Бельяс-Артес) — оперний театр в Мехіко, збудований із каррарського мармуру, відрізняється винятковою пишністю декору в стилях боз-ар і ар-деко.
На початку XX століття театр був відомий як довгобуд. Будівництво театру за проектом італійця Адамо Боарі продовжувалося з 1904 по 1934 роки, хоча спочатку відкриття планувалося на жовтень 1908 року. Над оформленням стін працювали прославлені мексиканські муралисти Дієго Рівера, Альфаро Сікейрос і Хосе Клементе Ороско. Особливо відома філософська фреска Рівери «Людина на роздоріжжі». В 1954 році в театрі проходило прощання з художницею Фрідою Кало.